# Катастрофа Ил-76 в Парване
Катастрофа Ил-76 в Парване — авиационная катастрофа, произошедшая в ночь с 5 по 6 июля 2011 года самолёта Ил-76 в провинции Парван в Афганистане.
Принадлежавший азербайджанской компании Silk Way Airlines грузовой самолёт направлялся из Баку в афганский город Баграм. В момент крушения на борту было 18 тонн груза.
На борту в момент крушения находились 9 членов экипажа. Все погибли.

## Самолёт
Самолёт был построен в 2005 году. Его общая грузоподъемность составляла 40 тонн. Последний раз самолёт прошёл полный технический осмотр в феврале 2011 года. В июне 2011 года был проведён очередной технический осмотр.

## Экипаж
Из 9 членов экипажа 5 были гражданами Азербайджана (4 из них были азербайджанцами), остальные — Узбекистана.
| Имя члена экипажа | Гражданство | Должность                 | Год рождения   |
| ----------------- | ----------- | ------------------------- | -------------- |
| Сергей Кузьмин    | Узбекистан  | командир воздушного судна | 1969 (42 года) |
| Олег Маршихин     | Азербайджан | второй пилот              | 1979 (32 года) |
| Игорь Чженг       | Узбекистан  | штурман                   | 1966 (42 года) |
| Владимир Шатобин  | Узбекистан  | бортинженер               | 1969 (42 года) |
| Ахмеджан Хаджаев  | Узбекистан  | бортрадист                | 1955 (56 лет)  |
| Эльнур Махмудов   | Азербайджан | бортоператор              | 1981 (30 лет)  |
| Тапдыг Гахраманов | Азербайджан | бортоператор              | 1964 (47 лет)  |
| Афган Рагимов     | Азербайджан | авиатехник                | 1980 (31 год)  |
| Мехман Гусейнов   | Азербайджан | авиатехник                | 1962 (49 лет)  |

## Катастрофа
Самолёт перевозил военные грузы НАТО и летел из Азербайджана на военную базу Баграм, которая расположена севернее Кабула. Самолет авиакомпании Silk Way работал по контракту с Силами международной коалиции в Афганистане (ISAF). В ночь с 5 по 6 июля командир судна, находившегося над территорией Афганистана, взял на себя ответственность за посадку самолета в визуальном режиме, отказавшись от услуг диспетчера аэродрома Баграм. В результате ошибки при заходе на посадку самолет с 18 тоннами груза врезался в гору. Все 9 членов экипажа погибли. 
При падении самолёт раскололся на несколько частей, после чего вспыхнуло сильное пламя. На момент падения самолёта все члены экипажа были живы. Пожар, который возник в результате падения, продолжался в течение трёх часов. Самолёт упал на расстоянии 40-45 километров от аэропорта.

## Расследование
Изначально причина крушения была не ясна. Представитель командования контингента коалиционных сил США и их союзников в Афганистане, британский майор Тим Джеймс сообщил, что самолет врезался в гору на высоте около 3,8 тыс. метров. Ряд афганских СМИ сообщали, что самолет был сбит талибами. Посол Азербайджана в Пакистане и Афганистане Дашгын Шикаров также заявил 7 июля, что самолёт был сбит членами движения «Талибан».
Транспортная администрация Афганистана  специальную комиссию для расследования причин крушения самолёта, в состав которой вошли представители Администрации гражданской авиации Азербайджана и специалисты Silk Way. В расследовании авиакатастрофы и спасательных мероприятиях принимала участие и американская сторона. За безопасностью представителей комиссии следили более 300 военнослужащих НАТО.
25 июля останки членов экипажа удалось доставить в Баку в Объединение судебно-медицинской экспертизы и патологической анатомии Министерства здравоохранения Азербайджана.
15 августа 2011 года бортовой звуковой регистратор МАРС-БМ самолёта, который был существенно повреждён (магнитная лента, тем не менее, не пострадала) был отправлен в Москву. Специалистами Межгосударственного авиационного комитета в присутствии представителей Афганистана, Азербайджана и Узбекистана были проведены работы по вскрытию и копированию информации с регистратора. 5 сентября представители Росбалт заявили, что причиной авиакатастрофы стала ошибка экипажа, а не ракета, выпущенная талибами, как считалось ранее:
Расшифровка бортового самописца показала, что командир судна взял на себя ответственность за посадку самолета в визуальном режиме, отказавшись от услуг диспетчера аэродрома Баграм под Кабулом. В результате ошибки при заходе на посадку самолет с 18 тоннами груза врезался в гору и все 9 членов экипажа погибли. Пока не ясно, почему командир самолета, опытный пилот Сергей Кузьмин решил сажать самолет в визуальном режиме на аэродроме со сложным горным рельефом местности. Обычно в аэропорту Баграм самолеты на посадку ведет диспетчер.